# Osteodiscus cascadiae
Osteodiscus cascadiae е вид лъчеперка от семейство Liparidae.

## Разпространение
Видът е разпространен в дълбоките води на североизточната част на Тихия океан (Британска Колумбия, Канада до Орегон, САЩ), където се среща на дълбочина от 1900 до 3000 метра.

## Описание
На дължина достига от 7,4 см (мъжки) до 8,5 см (женски).